# یرشوف (شهر)
شهر یرشوف (به روسی: Ершов) در کشور روسیه و در اوبلاست ساراتوف واقع شده‌است.